# 빌리프랩
주식회사 빌리프랩(Belift Lab Inc)은 하이브 산하 연예 기획사 겸 레코드 레이블이다.

## 연혁
- 2018년 7월 31일 CJ ENM과 빅히트 엔터테인먼트(현 하이브)의 합작사 설립 계획이 보도되었다.[1]
- 2018년 9월 17일 빌리프랩이란 이름으로 설립되었고 2019년 3월 11일 공식적으로 발표되었다.[2]
- 2020년 11월 30일 엠넷에서 방영된 아이돌 리얼리티 서바이벌 프로그램 《I-LAND》를 통해 보이그룹 ENHYPEN이 데뷔하였다.
- 2023년 8월 10일 하이브가 빌리프랩의 지분 전량을 취득할 것이라고 밝혔고 11월 1일을 기점으로 하이브의 자회사가 되었다.[3]
- 2023년 하반기 JTBC에서 방영된 아이돌 리얼리티 서바이벌 프로그램 《알유넥스트》를 통해 걸그룹 아일릿이 데뷔하였다.

## 소속 아티스트
| 직업 | 소속 연예인 | 구성원                                     | 리더 | 데뷔   | 이전 구성원 |
| ---- | ----------- | ------------------------------------------ | ---- | ------ | ----------- |
| 가수 | 엔하이픈    | 희승, 제이, 제이크, 성훈, 선우, 정원, 니키 | 정원 | 2020년 |             |
| 가수 | 아일릿      | 윤아, 민주, 모카, 원희, 이로하             | —    | 2024년 |             |